# 島田俊光
島田 俊光（しまだ としみつ、1946年〈昭和21年〉9月3日 - ）は、日本の政治家。宮崎県串間市長（2期）。元宮崎県議会議員（1期）。

## 来歴
宮崎県串間市出身。宮崎県高等営農研修所卒業。南那珂森林組合長などを務めた。
2015年（平成27年）4月、宮崎県議会議員に無所属で出馬し無投票で初当選した。県議時代は自由民主党に所属した。
串間市長の野辺修光が体調不良を理由に辞職したのを受けて、2017年（平成29年）10月8日執行の市長選に出馬、自由民主党・公明党の推薦を受け、2候補を破り初当選を果たした。投票率は69.44％。2021年9月、無投票で再選。